# Szulok
Szulok es un pueblo ubicado en el distrito de Barcs, en el condado de Somogy, Hungría.

## Superficie
Posee una superficie de 27,91 kilómetros cuadrados.

## Demografía
Hasta 2019 la población era de 626 habitantes, con una densidad de población de 22,43 habitantes por kilómetro cuadrado.